# Thilas
Thilas (ou tjilas, djilas, tilas, etc.) est un ancien titre de noblesse en usage dans les royaumes sérères précoloniaux, comme le Royaume du Sine, le Royaume du Saloum et auparavant le Royaume du Baol, qui font tous partie de l'actuel Sénégal. Le thilas était le deuxième dans l'ordre de succession au trône après le buumi, qui était l'héritier présomptif.

## Description
Seuls les membres de la famille royale pouvaient porter ce titre. Lorsqu'un Maad a Sinig (roi du Sine) décédait sans buumi, le thilas pouvait accéder au trône à la discrétion du Grand Diaraf et de son Conseil de notables. Dans l'histoire du Sine au XXe siècle, le cas ne se produisit qu'une seule fois, au moment de la succession de Maad a Sinig Coumba Ndoffène Fandepp Diouf (règne : c. 1898 - 1924) dont le prédécesseur était mort sans buumi.
Avant l'abolition de la monarchie sérère en 1969, le thilas avait toujours sa résidence à Djilas, dans le Sine.